# IF Sankt Erik
IF Sankt Erik war ein schwedischer Eishockeyklub aus Stockholm, der zwei Jahre lang an der höchsten schwedischen Spielklasse teilnahm.

## Geschichte
IF Sankt Erik nahm erstmals in der Saison 1924 an der Klass I i ishockey, der damals höchsten schwedischen Spielklasse im Eishockey, teil und belegte am Ende der Spielzeit den vierten Platz. Im folgenden Jahr erreichte die Mannschaft den fünften Platz. Zudem nahm sie in beiden Jahren an der damals noch im Pokalmodus ausgetragenen schwedischen Meisterschaft teil. In der Saison 1924 scheiterte IF Sankt Erik erst im Halbfinale mit 1:6 am späteren Meister IK Göta.